# Vidadi Rzayev
Vidadi Rzayev (Göygöl, 4 settembre 1967) è un ex calciatore azero, di ruolo centrocampista.

## Carriera

### Club
Ha giocato nella massima serie del campionato sovietico, azero e turco.

### Nazionale
Debutta nel 1992 con la nazionale azera, giocando 35 partite fino al 2001.

## Palmarès

### Club

#### Competizioni nazionali
- Campionato azero: 2

Neftchi Baku: 1995-1996, 1996-1997
- Coppa dell'Azerbaigian: 1

Neftchi Baku: 1995-1996